# Inondations de 2022 en Afghanistan
 (août 2023).
Les inondations de 2022 en Afghanistan touchent plusieurs régions de ce pays en mai, tuant 429 personnes,. Des bilans précisent que par ailleurs, 182 personnes sont mortes à cause des inondations en août, ainsi que 40 personnes en juillet et 19 en juin,,. Le pays se remet alors d'un tremblement de terre dans la province de Khost. D'autres bilans font eux état de 19 personnes noyées en juin, 39 en juillet et 182 en août,,.

## Impact
L'Afghanistan connait la sécheresse et l'impact du dérèglement climatique, avec de faibles rendements agricoles, créant des pénuries alimentaires. Ces problèmes sont exacerbés par des décennies de guerre, une baisse de l'aide étrangère et le gel des avoirs du pays à l'étranger, après le retour des talibans et le retrait des forces dirigées par les États-Unis.

### Mai
Les inondations de mai ont tué environ 400 personnes,. Les pluies et les inondations sont particulièrement violentes dans les provinces de Badghis, Faryab et Baghlan. Hassibullah Shekhani, responsable des communications et de l'information à l'Autorité nationale afghane de gestion des catastrophes, déclare que 500 maisons sont détruites et 2 000 autres endommagées, 300 têtes de bétail tuées et quelque 3 000 acres de cultures endommagées. Il déclare également que le Comité international de la Croix-Rouge apporte son aide et que les responsables demandent de l'aide à d'autres organisations internationales.

### Juin et août
En juin, 19 personnes sont mortes à cause des inondations. Trente-neuf autres personnes ont été tuées en juillet. Les inondations du mois d'août ont tué au moins 182 personnes,. Plus de 3 000 maisons sont endommagées ou détruites à cause des inondations.